# 布干维尔站
布干维尔站是法国东南部城市马赛的一个地铁车站，在2019年12月16日以前为马赛地铁2号线的北侧终点站。

## 站名
“布干维尔”是一个区域名称。

## 位置
布干维尔站位于马赛市区北部的莱克罗特街区，属于15区。车站大致呈南北走向，是一个高架车站，有自动扶梯连接地面。

## 设施
布干维尔站站内设有自动售票机及无障碍设施。

## 站台设置
| 东↑ |      |                            |
|     | 侧式 |                            |
|     |      | 热兹站方向←                |
|     |      | 圣玛格丽特-德罗梅勒站方向→ |
|     | 侧式 |                            |
| 西↓ |      |                            |

## 配套交通

### 城市公共交通
| 布干维尔站附近的公共交通线路 |            |          |
| 公交车站名称                 | 位置       | 停靠线路 |
| 地铁布干维尔站               | 地铁站附近 | 28B      |
| 1.                           |            |          |

此外，当地铁线路发生故障或施工时，马赛交通局可能提供临时摆渡车。

## 历史
2019年12月16日，随着马赛地铁2号线的北延，布干维尔站成为该线路上的一个中间车站。

## 临近车站
| 布干维尔站（Bougainville）     |               |               |
| 上行车站                       | 线路          | 下行车站      |
| 热兹站 900m ←                  | 马赛地铁2号线 | 国民站 → 620m |
| - 本表仅显示运营中的线路及车站 |               |               |